# Messalina, Messalina!
Messalina, Messalina!, in Nederland uitgegeven onder de titel Messalina de perverse keizerin, is een Italiaanse komische sexploitationfilm en een parodie op het genre van de sandalenfilms.

## Verhaal
De film draait rond Messalina (Anneka Di Lorenzo), de vrouw van Claudius (Vittorio Caprioli) die nu keizer is en Caligula opvolgt.
Het grootste deel van de film draait om Messalina's overspelige gedrag, terwijl Claudius er zich totaal onbewust van is. Keizerin Messalina heeft seks met elke man in Rome, behalve haar man. Het eindigt allemaal in een komisch bloedbad wanneer Claudius vroeg thuiskomt en een orgie aantreft in zijn paleis. Claudius en zijn soldaten doden Messalina en alle deelnemers aan de orgie.

## Rolverdeling
| Acteur             | Personage       | Opmerkingen           |
| ------------------ | --------------- | --------------------- |
| Anneka Di Lorenzo  | Messalina       |                       |
| Vittorio Caprioli  | Claudius        |                       |
| Giancarlo Prete    | Gaius Silius    |                       |
| Lino Toffolo       | Giulio Nelio    |                       |
| Tomás Milián       | Baba            |                       |
| Lori Wagner        | Agrippina       | als Lory Kay Wagner   |
| Bombolo            | Zenturio Bisone |                       |
| Salvatore Borghese | Mevius          | als Sal Borghese      |
| Alessandra Cardini | Calpurnia       |                       |
| Marco Tulli        | Senofonte       | als Primo Marco Tulli |